# 波蒂奇鎮區 (密歇根州麥基諾縣)
波蒂奇鎮區（英語：Portage Township）是位於美國密歇根州麥基諾縣的一個行政鎮區。

## 地方資料
波蒂奇鎮區的面積為187.15平方千米，當中陸地面積為143.56平方千米，而水域面積為43.59平方千米。根據2020年美國人口普查的數據，當地共有人口907人，而人口密度為每平方千米4.85人。